# 新疆公安文件
新疆公安文件（英語：Xinjiang Police Files），又译新疆警察文件，是指由匿名来源泄漏给阿德里安·曾兹（郑国恩）的资料文件，内容包括2017、18年涉及新疆再教育营的演习图片（含營區內景）、「学员」照片及信息、文档、表格和党政官员讲话稿等，文件体积超过10GB。
2022年5月24日，14家媒体组成的联盟披露了这些文件。
阿德里安·曾兹称这些文件是通过“直接对公安乃至再教育营的计算机系统展开黑客攻击”，自伊犁、喀什两地的公安计算机系统获得的。截至2022年，新疆公安文件事件是涉及新疆再教育营的最大规模的文件泄密事件。
新疆警察档案披露时，适逢聯合國人權事務高級專員蜜雪兒·巴舍萊访问中国；聯合國當下沒有做出回應。

## 文件内容
新疆公安文件包含数千份涉及“再教育营”的“机密”、“内部”资料，内容包括文件、照片、高级官员的讲话记录、行政命令和培训材料等。文件揭示了2018年新疆存在广泛的迫害和大规模的拘留。文件内容被指与中华人民共和国官方的说法相矛盾；官方称“再教育营”是为扶贫和打击极端主义思想而设立，自愿参加的“职业技能培训设施”。媒体联盟在披露前曾花费数周时间共同研究、评估了相关文件，并部分验证了文件的真实性。文件显示，时任中国共产党新疆维吾尔自治区委员会书记陈全国下达了对不听劝阻继续扩大事态、逃跑或企图抢夺枪支的“学员”开枪击毙的命令。

## 中方反应
中华人民共和国外交部发言人汪文斌在彭博社提出相关问题后，表示新疆公安文件“是反华势力抹黑新疆的最新例子，和他们此前惯用的伎俩如出一辙。”
中华人民共和国官媒《环球时报》发表社评，否认这份文件的真实性，称西方“担心他们抹黑新疆的‘世纪谎言’被戳破”，“一方面给巴切莱特施压，另一方面也提前为巴切莱特准备好一盆脏水”，“BBC与‘郑国恩’又上演一出双簧”，认为指控中华人民共和国在新疆进行种族灭绝是“刻意利用西方民众的历史记忆”，“本质上是美西方为了‘以疆制华’”。